# Linowo (Dźwierzuty)
Linowo (deutsch Leynau, 1938 bis 1945 Leinau) ist ein Dorf in der polnischen Woiwodschaft Ermland-Masuren. Es gehört zur Gmina Dźwierzuty (Landgemeinde Mensguth) im Powiat Szczycieński (Kreis Ortelsburg).

## Geographische Lage
Linowo liegt am Nordufer des Kleinen Sees (polnisch Jezioro Linowskie) in der südlichen Mitte der Woiwodschaft Ermland-Masuren, zehn Kilometer nördlich der Kreisstadt Szczytno (deutsch Ortelsburg).

## Geschichte
Am 6. Februar 1387 stellte der Hochmeister des Deutschen Ordens, Konrad Zöllner von Rotenstein, die Handfeste für das Dorf Leynau aus. Damals erhielten die Brüder Mathes und Staschken und vier andere Leute zwanzig Hufen am See Lynowo zu Kulmer Recht. Am 15. Januar 1614 dann erhielt Leynau eine Handfeste von Johann Sigismund betr. mehrere Hufen „Übermaßland“. Das nach 1820 Leunau und dann bis 1938 Leynau genannte Dorf wurde 1874 Teil des neu errichteten Amtsbezirks Schöndamerau (polnisch Trelkowo) im ostpreußischen Kreis Ortelsburg. Bis 1945 war der Ort dort eingegliedert. 
1910 zählte Leynau 463 Einwohner, 1933 waren es bereits 483 Aufgrund der Bestimmungen des Versailler Vertrags stimmte die Bevölkerung im Abstimmungsgebiet Allenstein, zu dem Leynau gehörte, am 11. Juli 1920 über die weitere staatliche Zugehörigkeit zu Ostpreußen (und damit zu Deutschland) oder den Anschluss an Polen ab. In Leynau stimmten 327 Einwohner für den Verbleib bei Ostpreußen, auf Polen entfielen keine Stimmen. Am 3. Juni – amtlich bestätigt am 16. Juli – 1938 wurde die Schreibweise des Ortsnamens aus politisch-ideologischen Gründen in „Leinau“ verändert. Die Einwohnerzahl belief sich 1939 auf 457.
Als 1945 in Kriegsfolge das gesamte südliche Ostpreußen an Polen überstellt wurde, war auch Leinau davon betroffen. Das Dorf erhielt die polnische Namensform „Linowo“ und ist heute als Sitz eines Schulzenamtes (polnisch Sołectwo) eine Ortschaft im Verbund der Landgemeinde Dźwierzuty (Mensguth) im Powiat Szczycieński (Kreis Ortelsburg), bis 1998 der Woiwodschaft Olsztyn, seither der Woiwodschaft Ermland-Masuren zugehörig. 2011 waren in Linowo 258 Einwohner registriert.

## Kirche
Bis 1945 war Leynau resp. Leinau in die evangelische Kirche Groß Schöndamerau (polnisch Trelkowo) in der Kirchenprovinz Ostpreußen der Kirche der Altpreußischen Union sowie in die katholische Kirche Mensguth im damaligen Bistum Ermland eingepfarrt.
Heute gehört Linowo zur evangelischen Kirche Dźwierzuty, einer Filialkirche der Pfarrei Pasym (Passenheim) in der Diözese Masuren der Evangelisch-Augsburgischen Kirche in Polen, außerdem zur katholischen Pfarrei Trelkowo im jetzigen Erzbistum Ermland.

## Schule
Die Schule in Leynau (Leinau) wurde in der Zeit König Friedrich Wilhelms I. gegründet und erhielt 1915/16 ein modernes Gebäude. Es wurde bis 1945 in zwei Klassen unterrichtet.

## Verkehr
Linowo liegt verkehrsgünstig an der polnischen Landesstraße 57, der einstigen deutschen Reichsstraße 128, die jetzt von Bartoszyce (Bartenstein) durch die Woiwodschaft Ermland-Masuren bis in die Woiwodschaft Masowien führt. Nebenstraßen verbinden das Dorf mit Nachbarorten.
Eine Anbindung an den Bahnverkehr besteht nicht.